# Доманівська селищна рада
Дома́нівська се́лищна ра́да — орган місцевого самоврядування у Вознесенському районі Миколаївської області. Адміністративний центр — селище міського типу Доманівка.

## Загальні відомості
- Доманівська селищна рада утворена в 1918 році.
- Територія ради: 728,8 км²
- Населення ради: 14850 особи (станом на 2021 рік)
- Територією ради протікає річка Чортала.

## Населені пункти
Селищній раді підпорядковані населені пункти:
- смт Доманівка
- с. Забари
- с. Зброшкове
- с. Казаринське
- с. Чорталка

## Склад ради
Рада складається з 26 депутатів та голови.
- Голова ради: Власюк Віктор Дмитрович

### Керівний склад попередніх скликань
| Прізвище, ім'я, по батькові | Основні відомості                                           | Дата обрання | Дата звільнення |
| --------------------------- | ----------------------------------------------------------- | ------------ | --------------- |
| Дога Олександр Олексійович  | Селищний голова, 1970 року народження, член Партії регіонів | 26.03.2006   | 31.10.2010      |
| Дога Олександр Олексійович  | Селищний голова, 1970 року народження, член Партії регіонів | 05.11.2010   |                 |
| Власюк Віктор Дмитрович     | Селищний голова, рік народження 9 травня 1964 року          | 25.10.2020   |                 |

Примітка: таблиця складена за даними сайту Верховної Ради України

### Депутати
За результатами місцевих виборів 2010 року депутатами ради стали:

#### За суб'єктами висування
| Суб'єкт висування                 | Кількість обраних депутатів | %   |
| --------------------------------- | --------------------------- | --- |
| Самовисування                     | 24                          | 80  |
| Комуністична партія України       | 2                           | 6,7 |
| Політична партія «Сильна Україна» | 2                           | 6,7 |
| Єдиний Центр                      | 1                           | 3,3 |
| Партія регіонів                   | 1                           | 3,3 |

#### За округами
| № округу                          | Прізвище, ім'я, по батькові     | Дата визнання обраним | Освіта           | Партійна приналежність                  | Відомості про обраного депутата                                      |
| --------------------------------- | ------------------------------- | --------------------- | ---------------- | --------------------------------------- | -------------------------------------------------------------------- |
| Єдиний Центр                      |                                 |                       |                  |                                         |                                                                      |
| 23                                | Бороденко Наталія Анатоліївна   | 05.11.2010            | вища             | член Єдиного Центру                     | Доманівська райдержадміністрація, завідувачка сектору                |
| Комуністична партія України       |                                 |                       |                  |                                         |                                                                      |
| 12                                | Поліщук Наталія Василівна       | 05.11.2010            | незакінчена вища | член Комуністичної партії України       | тимчасово не працює                                                  |
| 24                                | Поповська Анжела Миколаївна     | 05.11.2010            | незакінчена вища | член Комуністичної партії України       | тимчасово не працює                                                  |
| Партія регіонів                   |                                 |                       |                  |                                         |                                                                      |
| 14                                | Дудко Михайло Романович         | 05.11.2010            | вища             | член Партії регіонів                    | пенсіонер                                                            |
| Політична партія «Сильна Україна» |                                 |                       |                  |                                         |                                                                      |
| 16                                | Денищик Наталія Іванівна        | 05.11.2010            | вища             | член Політичної партії «Сильна Україна» | Доманівська загальноосвітня школа I-III ст. № 2, вчитель             |
| 21                                | Сагайдак Микола Васильович      | 05.11.2010            | вища             | член Політичної партії «Сильна Україна» | Доманівська райдержадміністрація, завідувач сектору                  |
| Самовисування                     |                                 |                       |                  |                                         |                                                                      |
| 1                                 | Пусьо Тетяна Всеволодівна       | 05.11.2010            | середня          | позапартійна                            | підприємець                                                          |
| 2                                 | Рубцова Валентина Мирославівна  | 05.11.2010            | вища             | позапартійна                            | підприємець                                                          |
| 3                                 | Курбанова Світлана Леонідівна   | 05.11.2010            | вища             | член Партії регіонів                    | Доманівська райдержадміністрація, юрист                              |
| 4                                 | Ніколюк Людмила Георгіївна      | 05.11.2010            | вища             | позапартійна                            | Доманівський дошкільний навчальний заклад № 2, завідувачка           |
| 5                                 | Гаврильчак Тетяна Вікторівна    | 05.11.2010            | вища             | член Партії регіонів                    | Доманівський дошкільний навчальний заклад № 3, вихователь            |
| 6                                 | Прищепа Світлана Володимирівна  | 05.11.2010            | вища             | позапартійна                            | Доманівська селищна рада, бухгалтер                                  |
| 7                                 | Курінський Олександр Васильович | 05.11.2010            | вища             | позапартійний                           | підприємець                                                          |
| 8                                 | Усатенко Марія Остапівна        | 05.11.2010            | незакінчена вища | позапартійна                            | Редакція газети «Трибуна хлібороба», бухгалтер                       |
| 9                                 | Нетудихата Лариса Михайлівна    | 05.11.2010            | середня          | позапартійна                            | Доманівська селищна рада, бухгалтер                                  |
| 10                                | Бельченко Людмила Іванівна      | 05.11.2010            | незакінчена вища | член Партії регіонів                    | КП «Доманівське», бухгалтер                                          |
| 11                                | Гусарова Лариса Вікторівна      | 05.11.2010            | вища             | член Партії регіонів                    | Доманівська селищна рада, головний бухгалтер                         |
| 13                                | Бобилєва Вікторія Віталіївна    | 05.11.2010            | вища             | член Аграрної партії України            | Доманівське управління агропромислового комплексу, начальник відділу |
| 15                                | Полторан Микола Федорович       | 05.11.2010            | вища             | позапартійний                           | фермерське господарство «Русь», голова                               |
| 17                                | Чабанюк Ірина Анатоліївна       | 05.11.2010            | середня          | позапартійна                            | підприємець                                                          |
| 18                                | Ціома Олександра Сергіївна      | 05.11.2010            | вища             | позапартійна                            | тимчасово не працює                                                  |
| 19                                | Чепіжко Марина Вікторівна       | 05.11.2010            | вища             | позапартійна                            | ВАТ «Ощадбанк», юрист-консультант                                    |
| 20                                | Кос Петро Тимофійович           | 05.11.2010            | середня          | член Партії регіонів                    | Доманівська селищна рада, технічний працівник                        |
| 22                                | Шульгіна Галина Володимирівна   | 05.11.2010            | незакінчена вища | член Партії регіонів                    | Доманівська селищна рада, секретар                                   |
| 25                                | Тирпак Павло Степанович         | 05.11.2010            | середня          | позапартійний                           | підприємець                                                          |
| 26                                | Харченко Ігор Вікторович        | 05.11.2010            | вища             | позапартійний                           | Доманівська загальноосвітня школа I-III ст. № 2, вчитель             |
| 27                                | Міхенько Ірина Вікторівна       | 05.11.2010            | вища             | член Партії регіонів                    | тимчасово не працює                                                  |
| 28                                | Маковєєва Наталія Анатоліївна   | 05.11.2010            | вища             | позапартійна                            | тимчасово не працює                                                  |
| 29                                | Капінос Микола Іванович         | 05.11.2010            | вища             | позапартійний                           | фермерське господарство «Гард», голова                               |
| 30                                | Гудзюк Володимир Борисович      | 05.11.2010            | середня          | позапартійний                           | фермерське господарство «Ізумруд», голова                            |